# الساندرا مله
الساندرا مله (به انگلیسی: Alessandra Mele) (زاده ۵ سپتامبر ۲۰۰۲) خواننده ایتالیایی-نروژی است.
او نماینده نروژ در یوروویژن ۲۰۲۳ بود و به مقام پنجم دست یافت.